# Coelioxys otomita
Coelioxys otomita är en biart som beskrevs av Cresson 1878. Coelioxys otomita ingår i släktet kägelbin, och familjen buksamlarbin. Inga underarter finns listade i Catalogue of Life.